# Шахта гирла свердловини

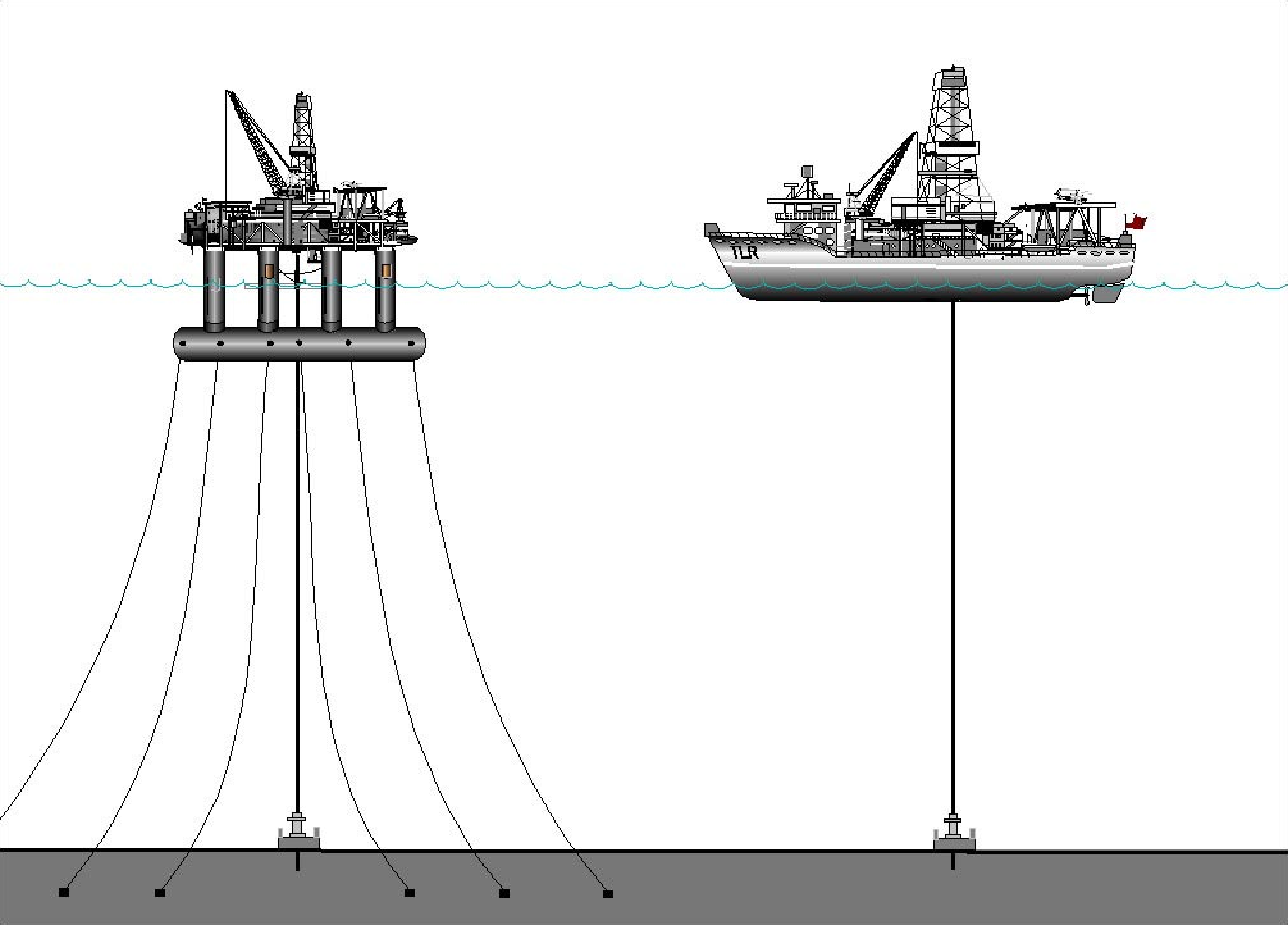
Морське буріння. Шахта гирла свердловини показана на дні праворуч і ліворуч.

Шахта гирла свердловини, Шахта гирлова (рос. устьевая шахта; англ. wellhead cellar; нім. Mündungsschacht m) — шахта гирла свердловини (циліндрична герметична камера), у якій розміщується устаткування гирла свердловини і яка являє собою частину морської підводної експлуатаційної системи; встановлюється на морському дні безпосередньо над головкою обсадної колони за допомогою напрямних канатів, після чого монтується фонтанна арматура і під'єднується відвідний трубопровід.
ШАХТА ПІДВОДНА ГИРЛОВА — підводне огородження, елемент морської підводної експлуатаційної системи, у якій одноатмосферні камери забезпечують доступ до устаткування гирла свердловин і до інших експлуатаційних модулів. Таким чином, кожне гирло свердловини, маніфольд і експлуатаційне устатковання є герметизованою камерою, в яку можна ввійти з обслуговуючої капсули через герметичний шлюз.